# Nakajima A6M2-N
El Nakajima A6M2-N Rufe fue un hidroavión monoplaza con función de interceptor y cazabombardero de la Segunda Guerra Mundial. Está basado en el Mitsubishi A6M Zero.

## Historia
Esta hidroavión se desarrolló a partir del Mitsubishi A6M «Zero» con el propósito de desarrollar operaciones anfibias y defender bases remotas. Se basaba en un fuselaje del A6M-2 modelo 11, con una cola modificada, al que se añadieron flotadores. Este aparato fue un diseño de Shinobu Mitsutake, jefe de ingenieros de Nakajima, y Atsushi Tajima, ingeniero de la compañía. Se construyeron un total de 327 aparatos, incluyendo el prototipo original.
El avión fue introducido en 1942, con denominación Suisen 2, aunque solo se utilizó en acciones defensivas en las operaciones sobre las islas Aleutianas y las islas Salomón. Estos aparatos resultaron ser efectivos detectando lanchas torpederas PT durante la noche, siendo estos buques muy difíciles de detectar, incluso para los primitivos radares de la época. Los A6M2-N ametrallaban estos buques o los iluminaban con bengalas para que fueran destruidos por artillería de los buques japoneses. Estas lanchas dejaban una estela fosforescente fácilmente visible desde el aire, por lo que para minimizar esta debilidad debían poner sus motores al ralentí cuando estaban cerca de buques enemigos.
Estos hidroaviones también sirvieron como interceptores al proteger los depósitos de combustible de las bases de Balikpapan y Avon, reforzando así mismo la base de Shumshu. También se utilizaron desde los portahidroaviones clase Kamikawa Maru en las áreas de operaciones de las islas Salomón y Kuriles. Este aparato fue usado como interceptor, cazabombarderos y reconocimiento cercano para operaciones anfibias según el área donde se desplegó.
El último Rufe en servicio fue uno recuperado por las fuerzas francesas en Indochina tras finalizar la Segunda Guerra Mundial. Si bien las fuerzas francesas utilizaron con éxito varios Aichi E13A1 confiscados a los japoneses el Rufe tuvo un accidente en su primer vuelo con colores franceses.
Los grandes flotadores centrales y subalares degradaban el rendimiento del A6M2-N alrededor de un 20 % comparándolo con el Zero original.

## Operadores
Japón:
- Grupo aéreo de Yokohama
- Grupo aéreo de Toko
- Grupo aéreo de Otsu

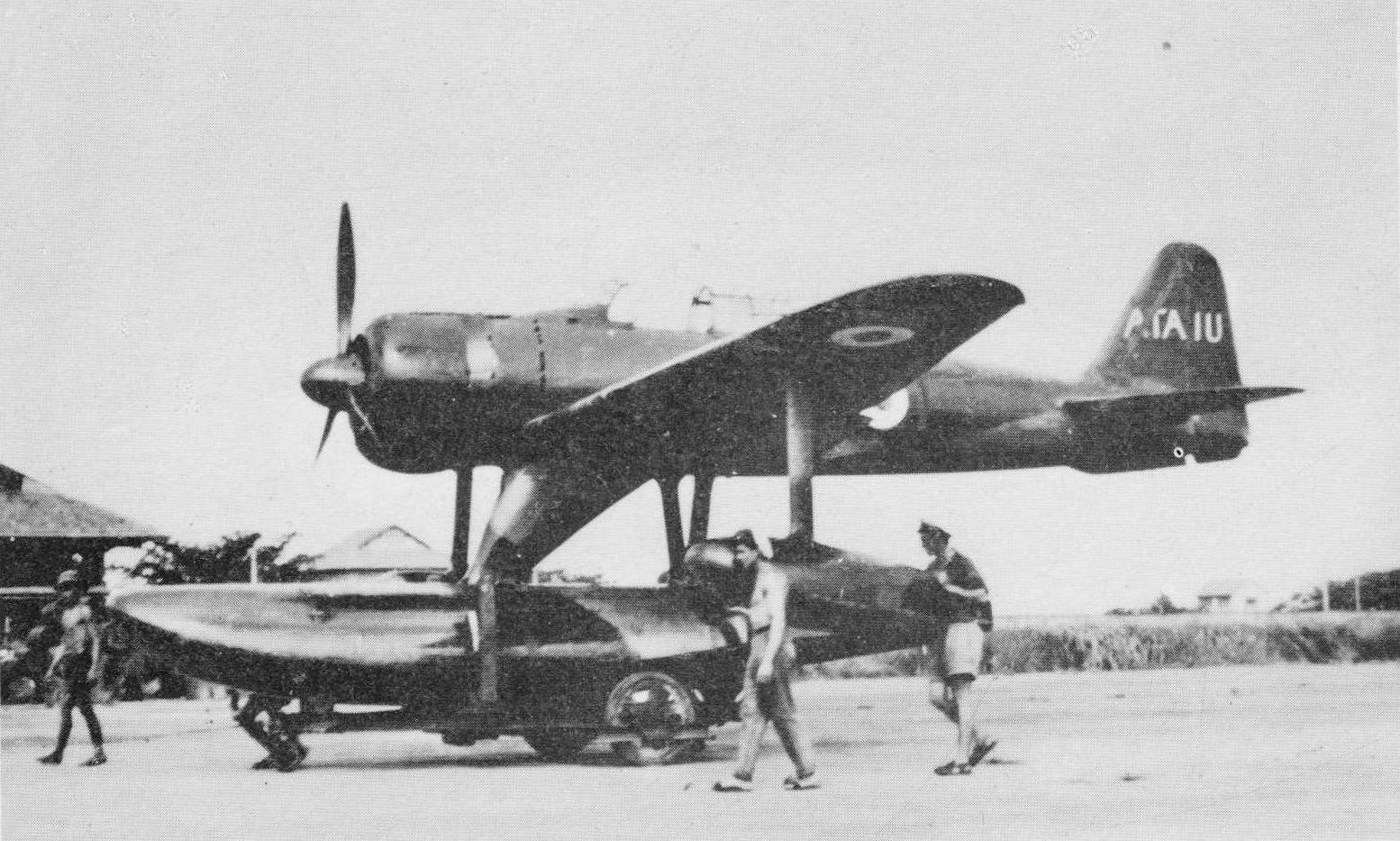
Nakajima A6M2-N Rufe con insignias de la Aéronavale, Indochina.

- Grupo aéreo de Yokosuka (unidad de evaluación técnica)
- Flota aérea 11
- Flota aérea 5
- Flora aérea 36
- Flota aérea 452
- Flota aérea 934

 Francia
- Armada Francesa. Posguerra, un Nakajima A6M-2N fue capturado en Indochina, se incorporó en la Armada francesa a finales de 1945.

## Especificaciones

### Características generales
- Tripulación: 1
- Longitud: 10,10 m
- Envergadura: 12,00 m
- Altura: 4,30 m
- Superficie alar: 22,44 m²
- Peso vacío: 1912 kg
- Peso cargado: 2460 kg
- Peso máximo al despegue: 2880 kg
- Planta motriz: 1× Motor radial Nakajima NK1C Sakae 12 de 14 cilindros.
  - Potencia: 709 kW 4200 m

### Rendimiento
- Velocidad máxima operativa (Vno): 436 km/h
- Velocidad crucero (Vc): 296 km/h
- Alcance: 1782 km
- Techo de vuelo: 10 000 m

### Armamento
- Ametralladoras: 4× ametralladoras ligeras Tipo 97 de 7,7 mm

- Cañones: 2× cañones autómaticos Tipo 99 de 20 mm
- Bombas: 2 bombas de 60 kg

### Desarrollos relacionados
- Mitsubishi A6M Zero

### Listas relacionadas
- Anexo:Cazas de la Segunda Guerra Mundial